# Eviota lateritea
Eviota lateritea, tên thông thường là laterite dwarfgoby, là một loài cá biển thuộc chi Eviota trong họ Cá bống trắng. Loài này được mô tả lần đầu tiên vào năm 2016.

## Từ nguyên
Danh pháp của E. lateritea có nghĩa là "đá ong", một loại đá màu đỏ rất phổ biến ở phía nam New Caledonia, ám chỉ màu đỏ trên cơ thể của loài cá này.

## Phạm vi phân bố và môi trường sống
E. lateritea chỉ được tìm thấy ở ngoài khơi New Caledonia. Các mẫu vật của loài cá này được thu thập gần các rạn san hô ở khu vực đá dăm, độ sâu khoảng từ 9 đến 27 m.

## Mô tả
Chiều dài cơ thể tối đa được ghi nhận ở E. lateritea là 1,6 cm. Đầu và thân có màu kem ánh xanh lục. Vảy ở lưng có màu đỏ sẫm, tạo nên sắc đỏ đặc trưng ở loài này. Các dải sọc dưới da có màu tía sẫm. Gáy và đầu có 3 dải đỏ, được phủ đầy các chấm đen. Mống mắt màu vàng kim, với các vạch màu đỏ cam bao quanh đồng tử. Hai bên đầu có các đốm lớn màu đỏ với các chấm đen li ti; có các vạch đỏ dưới mắt. Gốc vây ngực có hai đốm đỏ. Vây ngực và vây hậu môn có màu hơi đỏ. Vây lưng màu xám sẫm với các đốm đỏ rải rác, gốc vây màu đỏ. Vây đuôi có các hàng chấm đỏ trên các tia vây.
Số gai ở vây lưng: 7; Số tia vây ở vây lưng: 9; Số gai ở vây hậu môn: 1; Số tia vây ở vây hậu môn: 8; Số tia vây ở vây ngực: 15 - 16.